# 시비에치에군

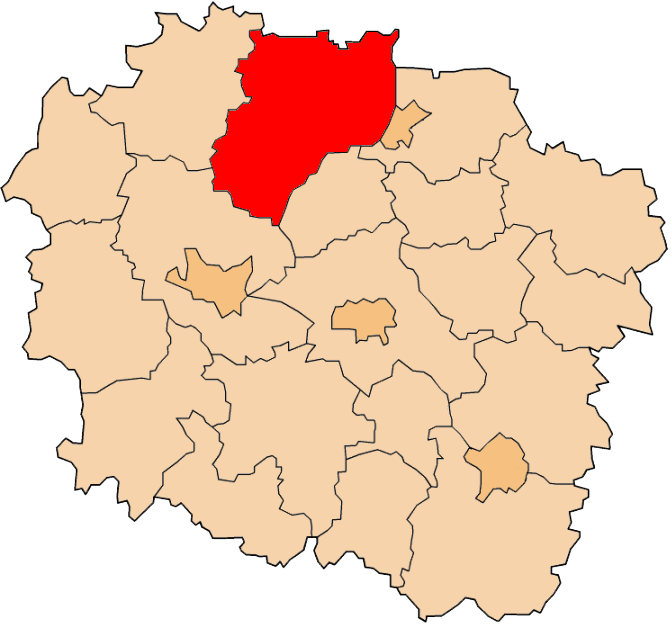
쿠야비포모제주 지도에 표시된 시비에치에군의 위치

시비에치에군(폴란드어: powiat świecki)은 폴란드 쿠야비포모제주에 위치한 군으로 군청 소재지는 시비에치에이며 면적은 1,472.78km2, 인구는 99,154명(2019년 기준)이다.
북쪽으로는 포모제주 스타로가르트군, 트체프군, 북동쪽으로는 포모제주 크비진군, 동쪽으로는 그루지옹츠시, 그루지옹츠군, 남쪽으로는 헤움노군, 남서쪽으로는 비드고슈치군, 서쪽으로는 투홀라군과 접한다. 11개 지방 자치체(2개 도시형 농촌, 9개 농촌)를 관할한다.

군기
군 문장